# Pfarrkirche Braunsdorf

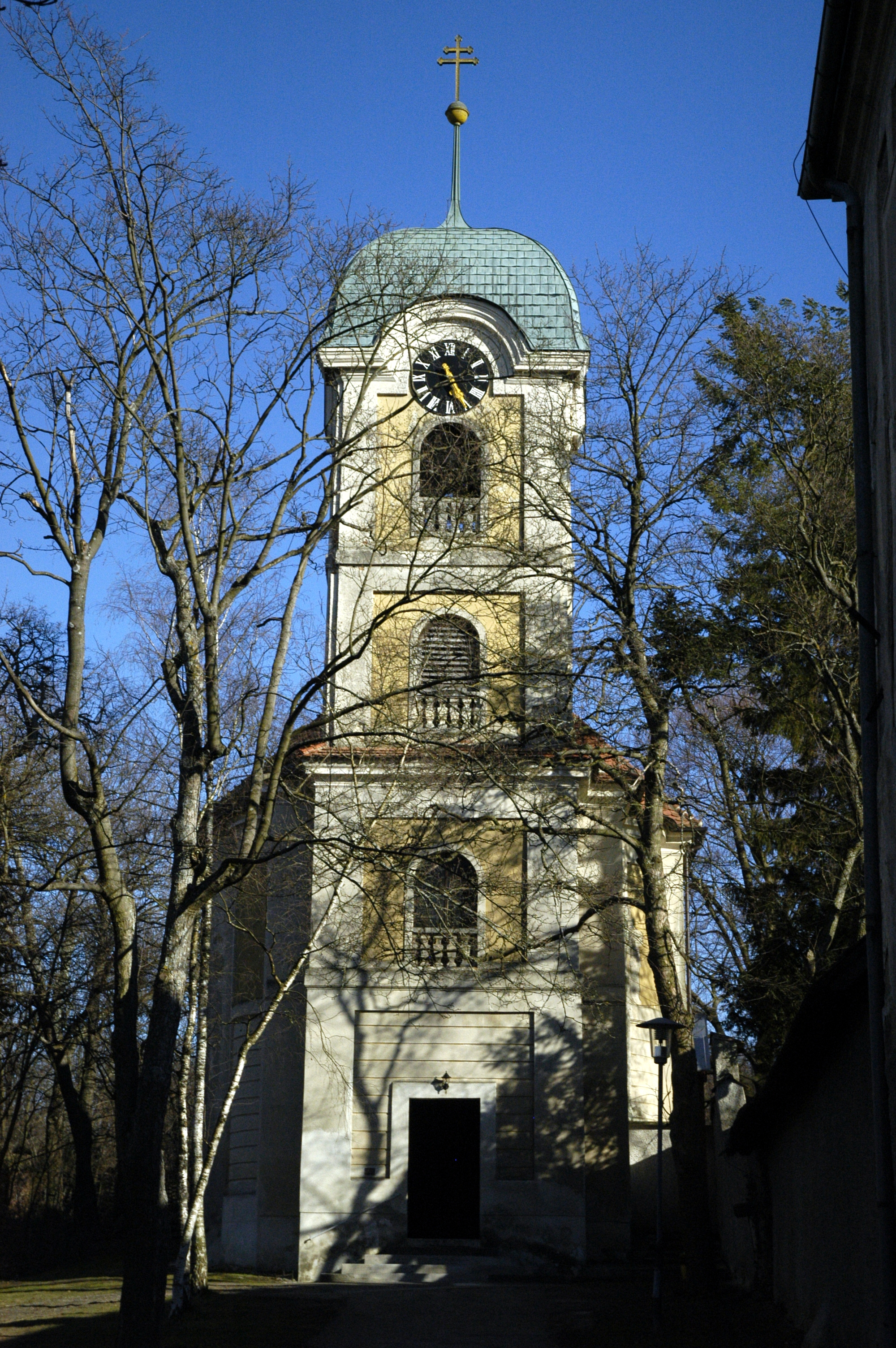
Katholische Pfarrkirche Hll. Peter und Paul in Braunsdorf

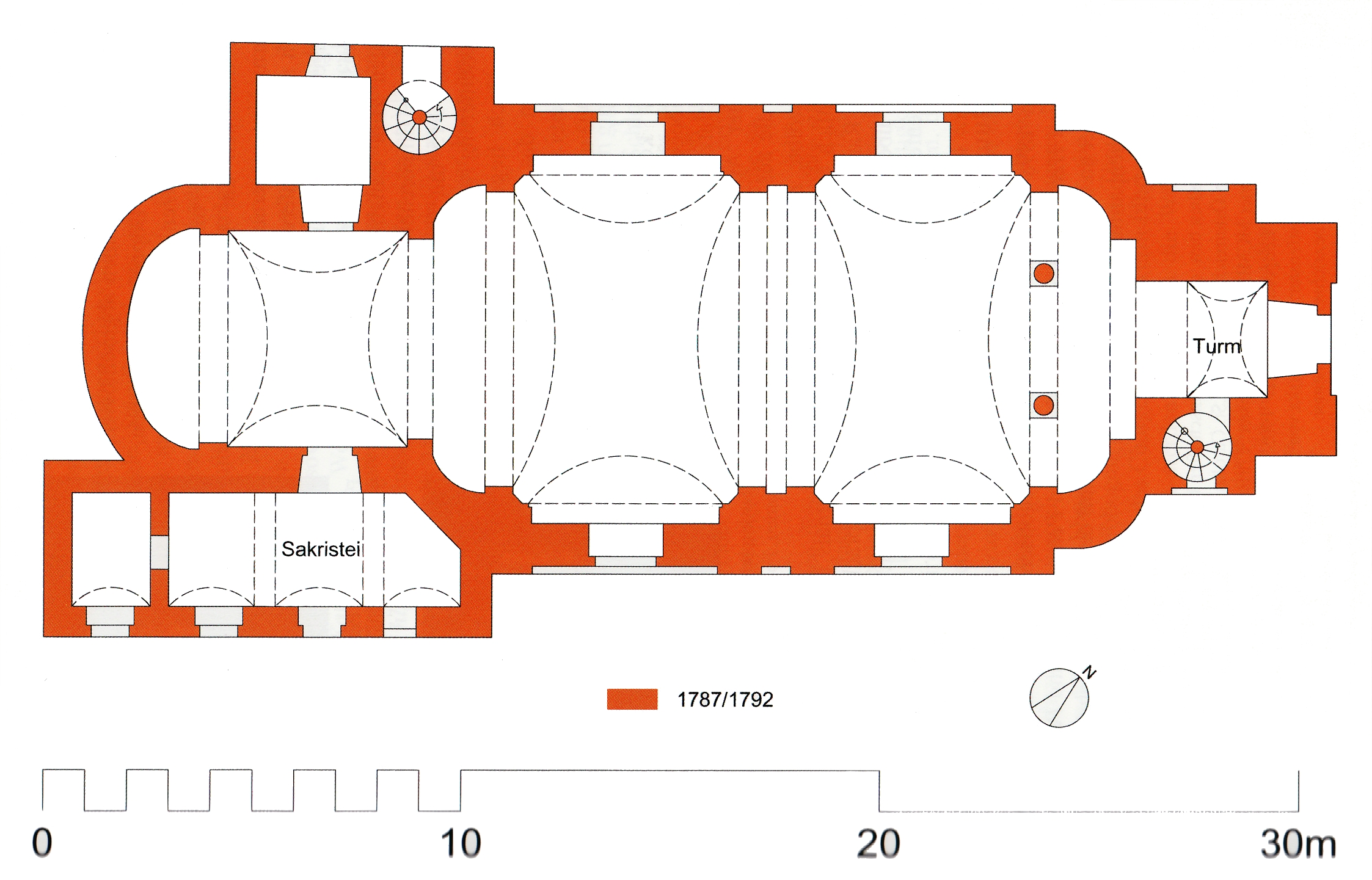
Grundriss der Pfarrkirche

Die römisch-katholische Pfarrkirche Braunsdorf steht neben dem Schloss Braunsdorf in der Ortschaft Braunsdorf in der Marktgemeinde Sitzendorf an der Schmida im Bezirk Hollabrunn in Niederösterreich. Die dem Patrozinium der Heiligen Peter und Paul unterstellte Pfarrkirche gehört zum Dekanat Schmidatal im Vikariat Unter dem Manhartsberg der Erzdiözese Wien. Die Kirche steht unter Denkmalschutz (Listeneintrag).

## Pfarrgeschichte
Die Gründung der Pfarre dürfte mit der Etablierung der Herren von Braunsdorf Anfang des 13. Jahrhunderts in Verbindung stehen. Jedenfalls war Braunsdorf im 14. Jahrhundert herrschaftliche Landpfarre. Im Jahre 1390 wurden ein Pfarrer und ein Kaplan urkundlich erwähnt und um das Jahr 1427 erhielt Hanns Neydegker das Kirchenlehen von Herzog Albrecht V. verliehen.
Im Jahre 1621 erfolgte auf Antrag des Offizials Karl von Kirchberg die Vereinigung der heruntergekommenen und verwaisten Pfarre mit der Pfarre von Roseldorf. Mit der Neudotierung der Pfarre im Jahre 1678 erreichte die Pfarre Braunsdorf wieder ihre Selbstständigkeit.

## Baugeschichte
Über den Standort der ursprünglichen Kirche von Braunsdorf ist nichts bekannt. Überliefert ist, dass sie wegen Baufälligkeit in den Jahren 1786/87 abgebrochen werden musste und dass die heutige Kirche an neuer Stelle in den Jahren 1787 bis 1792 erbaut wurde. Gleichzeitig erfolgte auch die Auflassung des alten Friedhofes und die Neuanlage außerhalb des Ortes.

## Baubeschreibung
Die josephinische schlichte Saalkirche mit Nordwestturm ist nach Südosten ausgerichtet.

### Außen
Der Saalbau wird durch einen vierzonig unterteilten Fassadenturm im Nordwesten dominiert. Schlichte Putzfelder bestehend aus Lisenen und Bänderung sowie Rundbogenfenster gliedern die Fassade. Der Turmabschluss besteht aus einem geschwungenen Helm mit Uhrengiebeln, der von einer Turmkugel mit Patriarchenkreuz bekrönt wird. Die großen Rundbogenfenster oberhalb des gebänderten Turmerdgeschoßes sind mit eingestellten Brüstungen versehen.
Eine korbbogig geschlossene Apsis begrenzt den eingezogenen Chor im Südosten. An ihn schließt im Südwesten ein Abstellraum mit darüber liegendem herrschaftlichem Oratorium an, welches durch eine von außen zugängliche Wendeltreppe erschlossen wird. Im Nordosten des Chores schließt die Sakristei an. Die Bauteile zu beiden Seiten des Chores werden durch Pultdächer abgeschlossen.
Vor der Kirche befindet sich ein Kruzifix aus Holz mit einem Bild des Gekreuzigten aus Blech. Es stammt laut Bezeichnung aus dem Jahre 1900.

### Innen

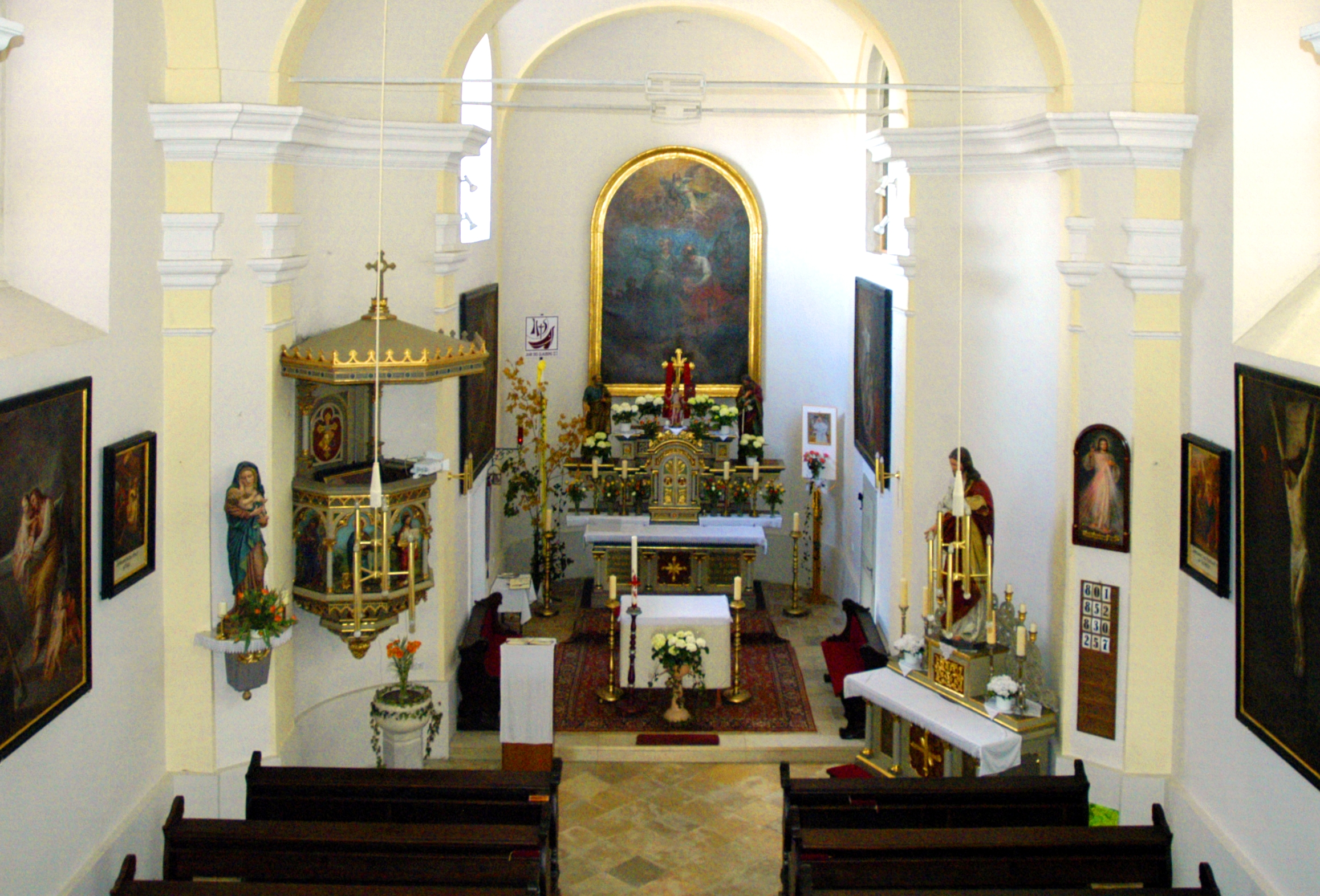
Einblick nach Südosten

Platzlgewölbe, die sich zwischen Doppelgurten spannen, schließen das zweijochige Langhaus mit eingezogenen ausgerundeten Ecken ab. Die Gurten setzen auf Doppelpilastern vor seichten Wandpfeilern mit reich profiliertem Gebälk an. Die platzlunterwölbte Empore, die sich zum Langhaus hin über drei auf toskanischen Säulen errichteten Arkadenbögen öffnet, befindet sich in einem zum Turm hin ausgerundeten Halbjoch. Die Emporenbrüstung aus Holz ragt in das Langhaus vor. Sie stammt aus dem Anfang des 20. Jahrhunderts, ist kassettiert und mit Pilastern gegliedert.
Die Belichtung des Langhauses erfolgt über vier hoch liegende Rundbogenfenster mit figuraler Glasmalerei aus dem späten 19. und dem Anfang des 20. Jahrhunderts.

## Einrichtung
Der freistehende neugotische Hochaltar wurde im Jahre 1898 gestiftet. Das dahinter an der Wand angebrachte gerahmte Altarblatt aus dem späten 18. Jahrhundert zeigt die beiden Kirchenpatrone Petrus und Paulus. Die Firma Alicja Dabrowska KG hat das Gemälde und den Rahmen in den Jahren 2004 bis 2009 restauriert. Der historistische Tabernakel trägt eine Aufsatzfigur „Christus Salvator“ und wird von Figuren der Apostel Petrus (links) und Paulus (rechts) flankiert.
An den Seitenwänden des Chores befinden sich zwei monumentale Ölgemälde, die in der Nachfolge von „Kremser Schmidt“ entstanden sind und mit dem Hochaltarbild in Zusammenhang stehen. Das linke Gemälde stellt die „Allegorie des Glaubens“ und das rechte den „Engelssturz“ dar. Zu diesem Gemäldezyklus zählen noch weitere vier Gemälde, die sich im Langhaus befinden: „Kreuzigung“, „heiliger Florian“, „Christus-Johannes-Gruppe“ und „Heilige Anna lehrt Maria das Lesen“.

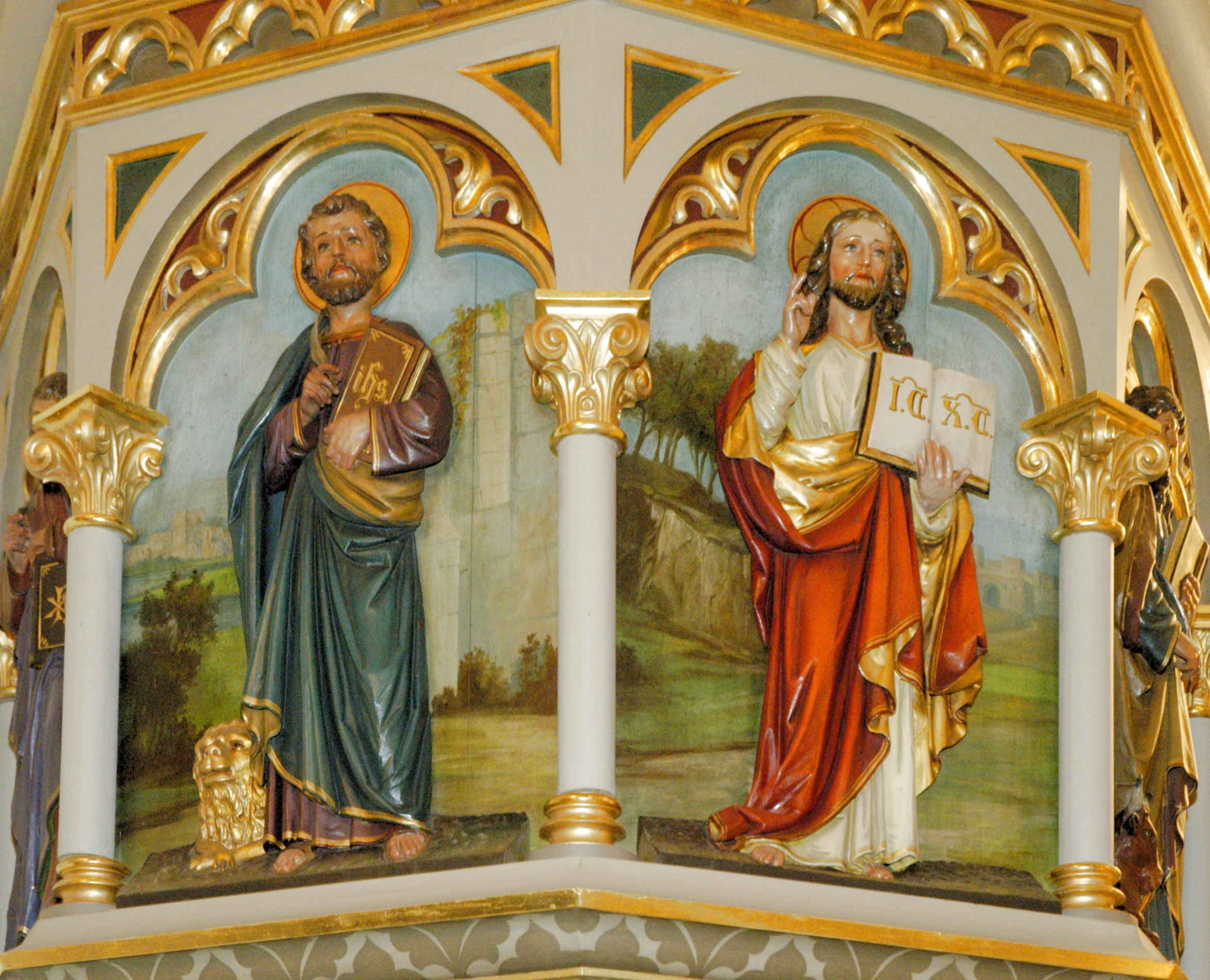
Detail des Kanzelkorbes

Die im späten 19. Jahrhundert errichtete polygonale Kanzel mit neugotischer Verzierung zeigt in den Blendarkaden des Kanzelkorbes die Reliefs von Christus und den vier Evangelisten. Gegenüber der Kanzel befindet sich ein Seitenaltar, der vermutlich aus dem Jahre 1908 stammt und auf dem sich ursprünglich jene Statue der Gottesmutter mit dem Jesuskind aus dem 20. Jahrhundert befand, die heute als Konsolstatue neben der Kanzel angebracht ist. Nun befindet sich eine Herz-Jesu-Statue auf dem neugotischen Kastenaltar mit Säulchengliederung.
Zwei weitere Konsolstatuen aus der Zeit um das Jahr 1800 befinden sich an den Wänden des Langhauses; links ein Schutzengel und rechts der heilige Leopold III. von Österreich.
Die 14 Kreuzwegbilder stammen etwa aus derselben Zeit wie das Taufbecken, welches mit „1898“ bezeichnet ist.

### Orgel

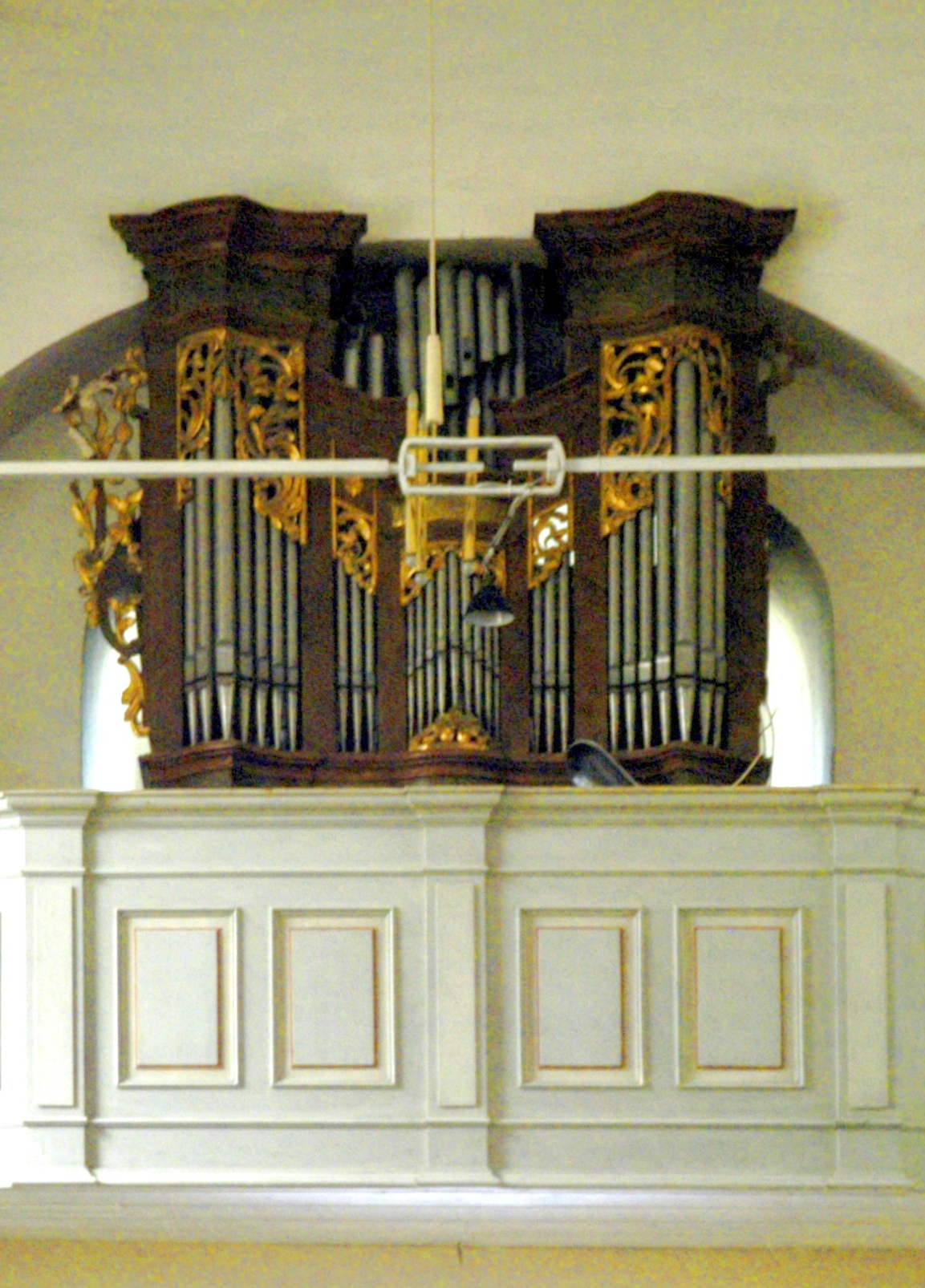
Orgel der Pfarrkirche Braunsdorf

Die Orgel wurde anstelle eines früheren Instrumentes von Ignaz Reinold im Jahre 1915 von Franz Capek aus Krems an der Donau geschaffen. Das fünfachsige Gehäuse ist im Stil des Neobarock gestaltet und wird durch die beiden überhöhten Außentürme dominiert, deren geschwungene Spitzen hervortreten und die mit stark profilierten Gesimsen abschließen. Zwei schmale Flachfelder mit je drei Pfeifen leiten zum niedrigen, flachrunden Mittelturm über. Im oberen Bereich sind die Pfeifenfelder mit durchbrochenem, vergoldetem Akanthus-Schleierwerk verziert, das in abgewandelter Form auch an der linken Gehäuseseite angebracht ist. Gegenwärtig fehlt das Schleierwerk an der rechten Seite. Das Instrument verfügt über zehn Register, die sich auf ein Manual und Pedal verteilen.
| I Manual C–f3 |       |
| Prinzipal     | 8′    |
| Bordon        | 8′    |
| Salizet       | 8′    |
| Gamba         | 8′    |
| Oktave        | 4′    |
| Quinte        | 2 ⁄3′ |
| Oktave        | 2′    |
| Mixtur        | 2 ⁄3′ |

| Pedal C– |     |
| Subbass  | 16′ |
| Violon   | 8′  |

- Koppeln: I/P

### Glocken
Der Glockenturm beherbergt ein Vierergeläut, das auf einen G-Dur-Dreiklang erklingt. Alle Glocken sind aus Zinnbronze gegossen. Josef Pfundner goss 1932 in Wien das Zwischenkriegsgeläut, von der die vierte Glocke erhalten ist. Das heutige Geläut hat dieselben Tonhöhen.
| Nr. | Gussjahr | Gießer, Gussort      | Masse (kg) | Durchmesser (mm) | Schlagton |
| --- | -------- | -------------------- | ---------- | ---------------- | --------- |
| 1   | 1963     | Josef Pfundner, Wien | 587        | 1.000            | g1        |
| 2   | 1963     | Josef Pfundner, Wien | 282,9      | 800              | h1        |
| 3   | 1963     | Josef Pfundner, Wien | 186,4      | 680              | d2        |
| 4   | 1932     | Josef Pfundner, Wien | 82         | 500              | g2        |